# The Ultimate Secret Garden
The Ultimate Secret Garden é uma coletânea da dupla Secret Garden.